# جواو بيدرو (لاعب كرة قدم مواليد 2001)
جواو بيدرو جونكيرا دي جيزوس (من مواليد 26 سبتمبر 2001)، المعروف باسم جواو بيدرو، هو لاعب كرة قدم برازيلي محترف يلعب في مركز الهجوم ضمن صفوف نادي تشيلسي الإنجليزي في الدوري الممتاز، كما يُمثل المنتخب البرازيلي. انتقل من فلومينينسي الي واتفورد ثم برايتون ثم انتقل مرة اخري الي فريقه البرازيلي وم من ثم عاد الي الدوري الانجليزي عن طريق نادي تشيلسي.

## النشأة والحياة الشخصية
وُلد جواو بيدرو في ريبيراو بريتو، ساو باولو، لوالديه فلافيا جونكيرا وجوزيه جواو دي جيزوس، المعروف أكثر باسم شيكاو، وهو لاعب كرة قدم محترف سابق لعب بشكل بارز مع بوتافوغو-SP. تم سجن شيكاو لمدة ستة عشر عامًا في عام 2002، وقضى منها ثماني سنوات، بتهمة التواطؤ في جريمة قتل. وبحلول وقت سجن شيكاو، كان هو وجونكيرا قد انفصلا.

## مسيرة الأندية

### فلومينينسي
انضم جواو بيدرو إلى أكاديمية شباب نادي فلومينينسي، وانتقلت والدته معه إلى ريو دي جانيرو. خلال فترة تدريبه في الأكاديمية، تحوّل من لاعب وسط دفاعي إلى لاعب وسط مهاجم ثم إلى مهاجم صريح. في 19 أكتوبر 2018، وقبل أن يخوض مباراته الأولى مع الفريق الأول، اتفق نادي واتفورد الإنجليزي من دوري الدرجة الأولى على ضمه في يناير 2020 بعقد يمتد لخمس سنوات.
في 28 مارس 2019، ظهر جواو بيدرو لأول مرة مع الفريق الأول كبديل في الوقت بدل الضائع في مباراة خسرت 2-1 أمام الغريم التقليدي فلامنغو ضمن بطولة كامبيوناتو كاريوكا. وبعد شهر واحد، في 29 أبريل، شارك كبديل في خسارة 1-0 ضد غوياس في الدوري. ثم سجل سبعة أهداف في مبارياته الأربع التالية، منها هاتريك في الفوز 4-1 في كأس سودأمريكانا على أتلتيكو ناسيونال.

### واتفورد
في 30 أكتوبر 2019، أعلن حصوله على تصريح العمل في المملكة المتحدة، مما سمح له بالانتقال إلى واتفورد في يناير 2020. رغم تأخر ظهوره بسبب توقف المنافسات الرياضية العالمي نتيجة جائحة كوفيد-19، سجل هدفه الأول مع واتفورد في الفوز 1-0 على لوتون تاون في 26 سبتمبر 2020، وهو يوم عيد ميلاده التاسع عشر. وفي 16 أكتوبر 2020، سجل هدفًا من مسافة بعيدة في فوز الفريق على ديربي كاونتي. سجل هدفه الأول في الدوري الإنجليزي الممتاز في 20 نوفمبر 2021 ضد مانشستر يونايتد، واهدى هدفه لزوج والدته الراحل، كارلوس جونيور. وفي 15 يناير 2022، سجل هدف التعادل في الدقيقة 88 ضد نيوكاسل يونايتد، وانتهت المباراة بنتيجة 1-1.

### برايتون وهوف ألبيون
في 5 مايو 2023، أعلن نادي برايتون وهوف ألبيون عن ضم جواو بيدرو من واتفورد، بمبلغ لم يُعلن عنه رسميًا لكنه قُدّر بحوالي 30 مليون جنيه إسترليني، وهو رقم قياسي للنادي. ظهر لأول مرة مع برايتون في مباراة افتتاح الموسم في 12 أغسطس، حيث بدأ المباراة وسجل من ركلة جزاء في الفوز 4-1 على لوتون تاون. في 21 سبتمبر، سجل بيدرو أول أهداف برايتون في مسابقات أوروبا، حيث أحرز هدفين من ركلتي جزاء في الهزيمة 3-2 أمام بطل اليونان، أيك أثينا، ضمن الدوري الأوروبي. أنهى مرحلة مجموعات الدوري الأوروبي كأفضل هداف برصيد ستة أهداف في ست مباريات، متضمنة هدف الفوز في المباراة الأخيرة التي أهلت برايتون إلى دور الـ16. في 24 أغسطس 2024، سجل هدف الفوز في الوقت بدل الضائع في مباراة الفوز 2-1 على مانشستر يونايتد. في 19 أبريل 2025، طُرد بعد أن ضرب بيده وجه مدافع برينتفورد ناثان كولينز خلال خسارة 4-2، وفرضت عليه عقوبة الإيقاف لثلاث مباريات بسبب سلوك عنيف.
في 23 مايو 2025، أعلن النادي استبعاد بيدرو من قائمة الفريق للمباراة المقبلة ضد توتنهام هوتسبر، وكان غائبًا أيضًا عن المباريات السابقة ضد وولفرهامبتون وليفربول بسبب حادث في تدريبات الفريق.

### تشيلسي
في 2 يوليو 2025، وقع جواو بيدرو عقدًا مع نادي تشيلسي الإنجليزي يمتد حتى عام 2033، مقابل مبلغ يُقدر بـ55 مليون جنيه إسترليني بالإضافة إلى 5 ملايين جنيه كمكافآت. تم ضمه إلى قائمة تشيلسي المشاركة في كأس العالم للأندية 2025 خلال نافذة التسجيل الثانية في نفس اليوم. ظهر لأول مرة في ربع النهائي بعد يومين، كبديل في فوز تشيلسي 2-1 على بالميراس. في 8 يوليو 2025، سجل هدفين في نصف النهائي ضد نادي طفولته فلومينينسي.

## المسيرة الدولية
في 19 أغسطس 2023، استدعي بيدرو للانضمام إلى منتخب البرازيل الأولمبي لكرة القدم. شارك بيدرو لأول مرة مع البرازيل كبديل في الدقيقة 84 خلال خسارة الفريق 1-0 أمام المغرب. بعد ثلاثة أشهر، في 6 نوفمبر 2023، استدعي بيدرو إلى منتخب البرازيل الأول للمرة الأولى. وفي 16 نوفمبر، ظهر بيدرو لأول مرة مع السيليساو بعد أن دخل كبديل بدلًا من اللاعب المصاب فينيسيوس جونيور في الدقيقة 27 خلال الخسارة 2-1 أمام كولومبيا.

## إحصائيات
تاريخ التحديث: 8 يوليو 2025
| النادي                 | الموسم                | الدوري                   | الدوري  | الدوري | دوري الولاية[a] | دوري الولاية[a] | الكأس الوطني[b] | الكأس الوطني[b] | كأس الدوري[c] | كأس الدوري[c] | قاري    | قاري  | أخرى    | أخرى  | المجموع | المجموع |
| النادي                 | الموسم                | القسم                    | مباريات | أهداف  | مباريات         | أهداف           | مباريات         | أهداف           | مباريات       | أهداف         | مباريات | أهداف | مباريات | أهداف | مباريات | أهداف   |
| ---------------------- | --------------------- | ------------------------ | ------- | ------ | --------------- | --------------- | --------------- | --------------- | ------------- | ------------- | ------- | ----- | ------- | ----- | ------- | ------- |
| فلومينينسي             | 2019                  | سيري أ                   | 25      | 4      | 4               | 1               | 4               | 2               | —             | —             | —       | —     | 4[d]    | 3     | 37      | 10      |
| واتفورد                | 2019–20               | الدوري الإنجليزي الممتاز | 30      | 0      | —               | —               | 2               | 0               | 0             | 0             | —       | —     | —       | —     | 37      | 0       |
| واتفورد                | 2020–21               | البطولة                  | 38      | 9      | —               | —               | 1               | 0               | 1             | 0             | —       | —     | —       | —     | 40      | 9       |
| واتفورد                | 2021–22               | الدوري الإنجليزي الممتاز | 28      | 3      | —               | —               | 1               | 1               | 0             | 0             | —       | —     | —       | —     | 29      | 4       |
| واتفورد                | 2022–23               | البطولة                  | 35      | 11     | —               | —               | 0               | 0               | 0             | 0             | —       | —     | —       | —     | 35      | 11      |
| المجموع                | المجموع               | المجموع                  | 104     | 23     | —               | —               | 4               | 1               | 1             | 0             | —       | —     | —       | —     | 109     | 24      |
| برايتون أند هوف ألبيون | 2023–24               | الدوري الإنجليزي الممتاز | 31      | 9      | —               | —               | 2               | 5               | 1             | 0             | 6[e]    | 6     | —       | —     | 40      | 20      |
| برايتون أند هوف ألبيون | 2024–25               | الدوري الإنجليزي الممتاز | 27      | 10     | —               | —               | 3               | 0               | 0             | 0             | —       | —     | —       | —     | 30      | 10      |
| المجموع                | المجموع               | المجموع                  | 58      | 19     | —               | —               | 5               | 5               | 1             | 0             | 6       | 6     | —       | —     | 70      | 30      |
| تشيلسي                 | 2024–25               | الدوري الإنجليزي الممتاز | —       | —      | —               | —               | —               | —               | —             | —             | —       | —     | 2[f]    | 2     | 2       | 2       |
| تشيلسي                 | 2025–26               | الدوري الإنجليزي الممتاز | 0       | 0      | —               | —               | 0               | 0               | 0             | 0             | 0       | 0     | —       | —     | 0       | 0       |
| المجموع                | المجموع               | المجموع                  | 0       | 0      | —               | —               | 0               | 0               | 0             | 0             | 0       | 0     | 2       | 2     | 2       | 2       |
| المجموع الكلي للمسيرة  | المجموع الكلي للمسيرة | المجموع الكلي للمسيرة    | 188     | 46     | 4               | 1               | 13              | 8               | 2             | 0             | 10      | 9     | 2       | 2     | 218     | 66      |

ملاحظات:
- [a] دوري الولاية: يشير إلى المسابقات المحلية الخاصة بالولايات أو المقاطعات (عادة ما تكون في البرازيل).
- [b] الكأس الوطني: يشير إلى كأس البلد الرئيسي (مثل كأس الاتحاد الإنجليزي، كأس البرازيل).
- [c] كأس الدوري: يشير إلى كأس المسابقة المحلية الثانوية (مثل كأس الرابطة الإنجليزية).
- [d] الظهور في كوبا سود أمريكانا.
- [e] الظهور في الدوري الأوروبي.
- [f] الظهور في كأس العالم للأندية.

## روابط خارجية
- جواو بيدرو (لاعب كرة قدم،مواليد 2001) على موقع الاتحاد الأوربي (الإنجليزية)
- جواو بيدرو (لاعب كرة قدم،مواليد 2001) على موقع إي إس بي إن إف سي (الإنجليزية)
- جواو بيدرو (لاعب كرة قدم،مواليد 2001) على موقع قاعدة بيانات كرة القدم.إي يو (الإنجليزية)
- جواو بيدرو (لاعب كرة قدم،مواليد 2001) على موقع ليكيب (الفرنسية)
- جواو بيدرو (لاعب كرة قدم،مواليد 2001) على موقع ناشيونال فوتبول تيمز (الإنجليزية)
- جواو بيدرو (لاعب كرة قدم،مواليد 2001) على موقع Soccerbase.com (لاعب) (الإنجليزية)
- جواو بيدرو (لاعب كرة قدم،مواليد 2001) على موقع Soccerway.com (الإنجليزية)
- جواو بيدرو (لاعب كرة قدم،مواليد 2001) على موقع عالم كرة القدم.نت (الإنجليزية)
- جواو بيدرو (لاعب كرة قدم،مواليد 2001) على موقع AS.com (الإسبانية)